# 瓜拉伊塔
瓜拉伊塔是巴西戈亚斯州的一个市镇。总面积205.306平方公里，总人口2842人，人口密度13.8人/平方公里。